# 山本伸
山本 伸（やまもと しん、1962年 - ）は、日本の文学者。東海学園大学経営学部教授。和歌山県生まれ。専門はカリブ文学。

## 来歴
1986年立命館大学文学部英米文学専攻卒業、静岡大学大学院教育学研究科修了。黒人文学、特にカリブ文化圏の文学を専門にする。静岡大学大学院在学中にコロンビア大学に留学、アフリカ系アメリカ人文学、カリブ文化（トリニダード・トバゴなど）・文学を研究する。現在は東海学園大学経営学部の教授を務める。
そのかたわら、FMラジオのDJも務める(2012年7月2日～ )。番組名は、『山本伸のマンデーナイトグルーブ』（CTY-FM、毎週月曜夜7時から生放送）。

## 主な著書（共編、共著）
- 『地球村の行方　グローバリゼーションから人間的発展への道』（共著、1999年、新評論）
- 『世界の黒人文学　アフリカ・カリブ・アメリカ』（共著、2000年、鷹書房弓プレス）
- 『カリブ文学研究入門』（2004年、世界思想社）
- 『二〇世紀アメリカ文学を学ぶ人のために』(共著、2006年、世界思想社）
- 『下からのグローバリゼーション　「もうひとつの地球村」は可能だ』(共著、2006年、新評論)
- 『浄土真宗と現代』（共著、2000年、文理閣）
- 『バード・イメージ　鳥のアメリカ文学』（共編、2010年、金星堂）
- 『土着と近代：グローカルの大洋を行く英語圏文学』（共著、2015年、音羽書房鶴見書店）
- 『琉神マブヤーでーじ読本：ヒーローソフィカル沖縄文化論』（2015年、三月社）

### 翻訳
- レジナルド・カーニー『20世紀の日本人 - アメリカ黒人の日本人観 1900 - 1945』（1995年、五月書房）
- エドウィージ・ダンティカ『クリック？クラック！』（2001年、五月書房）
- V・S・ナイポール『中心の発見』（共訳、2006年、草思社）
- マーティン・バナール『ブラック･アテナ　古代ギリシア文明のアフロ・アジア的ルーツ』（共訳、2007年、新評論）
- エドウィージ・ダンティカ『クリック？クラック！』（2018年、五月書房新社）
- エドウィージ・ダンティカ『デュー・ブレーカー』（2018年、五月書房新社）